# 納塔爾斑鮃
納塔爾斑鮃為輻鰭魚綱鰈形目鰈亞目牙鮃科的其中一種，為熱帶海水魚，分布於西印度洋南非至印度東南部海域，棲息深度60-260公尺，體長可15公分，棲息在沙泥底質底層水域，以底棲生物為食，生活習性不明。